# Robert Gaillard (écrivain)
Pour les articles homonymes, voir Robert Gaillard et Gaillard.
Robert Gaillard, né le 8 avril 1909 à Saintes en Charente-Inférieure et mort le 19 avril 1975 à Nice, est un écrivain français, lauréat du prix Renaudot en 1942.

## Biographie
La famille de Robert Gaillard est originaire des Charentes et vient à Paris en 1914. Il va à l'école communale puis fait ses études secondaires au lycée Jean-Baptiste-Say. Il s'oriente d'abord vers les arts et métiers, puis bifurque vers les sciences physiques, chimie et histoire naturelle.
Assistant d'un maître de biologie, Robert Gaillard abandonne la recherche scientifique pour le journalisme en 1927. Il débute au journal La Presse une carrière qui durera 25 ans. Tour à tour il est secrétaire de rédaction, grand reporter, rédacteur en chef de l'un des plus grands quotidiens, collaborateur de Georges Mandel et de Ludovic-Oscar Frossard, jusqu’à la Seconde Guerre mondiale. Mobilisé et fait prisonnier en 1940, il se retrouve en captivité, où il noue une amitié durable avec l'un de ses compagnons d'infortune, le jeune François Mitterrand. Il est rapatrié sanitaire en 1942 et participe ensuite à la presse collaborationniste, tout en poursuivant ses travaux d'écriture. Son journal de captivité, Mes évasions, paraît en 1942, préfacé par le secrétaire général à l'Information et à la Propagande de Vichy, Paul Marion. Robert Gaillard écrit Les Liens de chaîne qui lui valent le prix Renaudot en 1942. La même année, l’Académie française lui décerne le prix Xavier-Marmier.
À la Libération, il échappe aux foudres de l’Épuration au début de l'année 1945, notamment grâce à l'appui de François Mitterrand, alors secrétaire général des Prisonniers et des Victimes de guerre, puis il parcourt les trois Amériques, y compris les îles des Antilles. De ses souvenirs, il écrit plus de cent romans, récits, aventures historiques, dont L'Homme de la Jamaïque, Marie des Isles, Quarante mille kilomètres d'aventure. Marie des Isles a été adapté au cinéma en 1959 par Georges Combret.

## Œuvre littéraire
Sauf mention contraire, les livres sont publiés aux éditions Fleuve noir.
- 1938 : Le Dernier Naufragé de l'île de Robinson, éditions Primevère.
- 1942 : Mes évasions - Jours de pénitence, René Debresse.
- 1942 : Les Liens de chaîne, éditions Colbert — Prix Renaudot
- 1942 : Jours de pénitence. Mes évasions, éditions L'Harmattan.
- 1943 : L'Aventure portugaise, éditions Colbert.
- 1945 : Sacramento, éditions Debresse.
- 1945 : L'Andalouse, éditions Musy.
- 1945 : Aux fontaines de la mort, éditions Dumas
- 1945 : Sténia ou l'Aventure macédonienne, éditions SPLE.
- 1945 : Le Secret de l'or noir, éditions Dumas, collection « Jeunes de France »
- 1946 : Le Grand Mirage, éditions Dumas
- 1946 : Louisiane, éditions Dumas
- 1947 : Les Aventures de Jacques Mervel 1 - L'Homme de la Jamaïque
- 1948 : Marie des Isles 1 - Marie des Isles, éditions André Martel
- 1949 : Marie des Isles 2 - Marie Galante, éditions André Martel
- 1949 : 40.000 kilomètres d'aventures 1 - L'Amérique du Sud, éditions André Martel
- 1949 : 40.000 kilomètres d'aventures 2 - Les Îles Caraïbes, éditions André Martel
- 1949 : Les Aventures de Jacques Mervel 2 - Gentleman des Tropiques
- 1950 : Marie des Isles 3 - Capitaine Le Fort, éditions André Martel
- 1950 : Marie des Isles 4 – L'Héritier des Isles
- 1950 : Les Aventures de Jacques Mervel 3 - La Dame de Porto-Rico
- 1951 : Les Aventures de Jacques Mervel 4 - Vicky
- 1951 : Cent Femmes sur un bateau, éditions André Martel
- 1952 : Les Conquérants de l'Eldorado 1 - Cristobal Colon, éditions André Martel
- 1952 : La Castille d’or, éditions André Martel
- 1953 : Les Conquérants de l'Eldorado 1 - Les dieux sont revenus, éditions André Martel
- 1953 : Aventures entre deux infinis (histoires naturelles de mes bêtes), éditions Denoël
- 1953 : Les Aventures de Jacques Mervel 5 - Sirènes du Pacifique
- 1954 : La Reine des Galapagos, éditions André Martel
- 1955 : Images du meilleur des mondes, éditions André Martel
- 1955 : Le Joueur et la Sapajou. Trente ans de souvenirs, éditions Calmann-Lévy
- 1956 : L'Archipel des voluptés
- 1956 : Moisson pour les limbes, éditions de la Fontaine
- 1957 : Pasteur, éditions Les Flots bleus
- 1958 : Les Fruits de la violence
- 1958 : Perverse Némérosa
- 1960 : La Route de Rio, éditions SNEV
- 1960 : Le Chevalier de Bruslart
- 1960 : Gentilshommes d’aventures
- 1961 : Sortilège indien
- 1961 : Le Grand Mirage 2 - L’Ouest sauvage
- 1961 : Plus amère que la mort
- 1961 : Rendez-vous à Demera (le bistouri de l’âme), éditions SNEV
- 1962 : Ni l’or ni la grandeur
- 1962 : La forêt les dévora
- 1962 : D’amour et de haine. La Nuit péruvienne
- 1963 : Les Aventures de Jacques Mervel 6 - Placer malédiction. La Mine maudite
- 1963 : Sang indien
- 1963 : L'Homme aux mains de cuir
- 1964 : Les Aventures de Jacques Mervel 7 - Paladin des Îles
- 1964 : Le Roi du rhum
- 1965 : Les Aventures de Jacques Mervel 8 - L'Orchidée Blanche. La Monja Blanca
- 1965 : La Perle noire
- 1965 : Port châtiment
- 1965 : Mourir dans les Andes
- 1966 : Le Rendez-vous de Valparaiso
- 1965 : Meurtre exotique
- 1966 : Catalina 1 - La Vierge de fer
- 1967 : Catalina 2 - La Conquérante
- 1967 : Vagabonds de la jungle
- 1967 : Au pied du soleil
- 1967 : Le Châtelain de la Pivardière
- 1968 : Les Aventures de Jacques Mervel 9 - Blanc comme neige
- 1968 : Guyaquil de mes amours
- 1968 : Les Conjurés de Managua
- 1968 : La Corde de sable
- 1969 : Les Aventures de Jacques Mervel 10 - Anako de Panama
- 1969 : La Cucaracha
- 1969 : La Fille de l'Aiglon
- 1970 : La Sultane de Jolo
- 1970 : Cyclone sur la Jamaïque
- 1971 : La Volupté et la Haine
- 1971 : La Muraille d’émeraudes
- 1971 : La Luxure du matin
- 1972 : Désir et Liberté
- 1972 : La Chair et la Cendre
- 1972 : Royaume de la nuit, éditions Pocket
- 1973 : Où souffle la colère
- 1973 : Moissons charnelles
- 1975 : La Rage des hommes - La Tour de diamant (réédition de Louisiane )
- 1975 : Le Miel de la haine
- 1975 : Les Plaisirs insolites, éditions France Loisirs
- 1978 : Les Mariés de l'exil
- 1979 : Pour tout l'or du monde
- 1980 : Sortilèges des mers du sud, éditions Flammarion